# 에릭 트럼프
에릭 트럼프(영어: Eric Trump, 1984년 1월 6일~)는 미국의 기업인, 자선가이다. 도널드 트럼프와 체코의 모델 슬하의 세번째 자식이자 둘째 아들이다. 트럼프 기업의 부사장(Executive Vice President)이며 트럼프 와이너리(Trump Winery)와 에릭 트럼프 재단의 창립자이다. 형 도널드 트럼프 주니어와 트럼프 기업을 함께 사장직을 맡고있다.